# ییلم (ناحیه هاولیتشکوف برود)
ییلم (به چکی: Jilem) یک منطقهٔ مسکونی در جمهوری چک است که در ناحیه هاولیتشکوف برود واقع شده‌است. ییلم ۶٫۴۵ کیلومتر مربع مساحت و ۱۲۱ نفر جمعیت دارد و ۵۶۱ متر بالاتر از سطح دریا واقع شده‌است.